# Johannis de Rijke
Johannis de Rijke (Japans: ヨハニス・デ・レーケ) (Colijnsplaat, 5 december 1842 – Amsterdam, 20 januari 1913) was een Nederlands waterbouwkundige en o-yatoi gaikokujin die in Japan nog steeds bekend is als een van de Watermannen vanwege zijn waterstaatkundige werken, zoals de aanpassing van verschillende rivieren en havens.

## Levensloop
De Rijke werd geboren in Colijnsplaat op Noord-Beveland, als derde van zeven kinderen van de dijkwerker Pieter de Rijke en diens vrouw Anna Catharina Liefbroer. Hij trouwde in 1868 in Amsterdam met Johanna Maria Alida Hassoldt. Zij was de dochter van een Amsterdamse schrijnwerker (kunstdraaier).
Voor een formele opleiding had hij geen geld, maar de arrondissementsingenieur op de Bevelanden, ir Jacobus Lebret, heeft hem opgeleid. In 1865 werd hij opzichter bij de bouw van de Oranjesluizen die bij Schellingwoude het IJ moesten afsluiten van de Zuiderzee. Zijn chef C.J. van Doorn vertrok naar Japan en vroeg De Rijke in 1872 om ook te komen. De Rijke vertrok in 1873 samen met George Escher en Dick Arnst vanuit Marseille met het stoomschip Iraouaddy naar Shanghai en vandaar naar Nagasaki. Er was wel een standsverschil. De afgestudeerde ingenieur Escher reisde eerste klas, Johannis de Rijke en zijn gezin reisden tweede klas, en de werkbaas Dick Arnst derde klas. De Rijke vertrok met zijn zwangere vrouw en hun twee kinderen (Anna Catharina en Johannes Laurens). Direct na aankomst in Japan werd zoon Pieter geboren, en in de jaren daarna nog de kinderen Eleazer, Els, Jacoba en Adan. Eleazer overleed op jonge leeftijd in Japan. Vanwege de ziekte van zijn vrouw zocht hij een goede opvoeder voor zijn kinderen. Toen zijn medewerker Arnst naar Nederland terug ging in 1880 gingen zijn kinderen met hem mee naar Nederland, waar zij door zijn vroegere leermeester Lebret, die inmiddels in Oosterbeek woonde, werden opgevangen. Zijn vrouw overleed in 1881 aan de cholera. Van zijn werkgever die zijn werk erg waardeerde kreeg hij toen een half jaar verlof om naar Nederland te gaan. Na vier jaar kreeg hij weer verlof, en ging via de Verenigde Staten en Engeland naar Nederland. Hij leerde toen de 25-jarige onderwijzeres Maria Suzanna Heck kennen, een orthodoxe Calviniste, die regelmatig correspondeerde met Abraham Kuyper. Ze trouwden in Amsterdam. Zij was een vriendin van zijn zuster. Hij kreeg met Maria nog vijf kinderen, Hendrik, Santina Helenus, Stoffelina en Wilhelmus. De Rijke was een echte Calvinist, hard werken, eerlijkheid en eenvoud waren belangrijk voor hem. In 1899 werd hij lid van de Anti-revolutionaire Partij van Kuypers. In 1900 ging Maria met de kinderen naar Nederland, dit in verband met de opvoeding van de kinderen.
In 1891 solliciteerde hij naar een positie in de Zuid-Afrikaanse Republiek (Transvaal), maar werd niet aangenomen want er was geen goede positie beschikbaar.

## Japan
De Rijke werd ingenieur in Japanse dienst. Hij ontwierp twee strekdammen voor de haven van Osaka, een hogedrukwaterleiding in Osaka en een aanlegsteiger in Kobe. Hij verbeterde de havens van Tokio en Yokohama. Hij maakte samen met zijn collega George Escher (vader van de graficus M.C. Escher) plannen voor het verbeteren van diverse Japanse rivieren; voor een tunnelkanaal van het Biwameer naar Kioto en voor de kanalisatie van de Kiso. Na het vertrek van Escher uit Japan werd diens functie de facto overgenomen door De Rijke. Het plan werd van 1887 tot 1912 uitgevoerd. Dankzij het plan behoorden de overstromingen van de stad Nagoya tot het verleden. Vanaf 1891 werkt De Rijke op het Japanse ministerie van Verkeer en Waterstaat, in een functie vergelijkbaar met die van staatssecretaris. Over het algemeen kon hij goed met de Japanners opschieten, maar hij had wel altijd veel problemen met de Japanse bureaucratie. Ook had hij veel last van corruptie, wat hem door zijn gereformeerde achtergrond zwaar tegenstond.
In 1903 keerde De Rijke terug naar Nederland. Hij overleed op 70-jarige leeftijd te Amsterdam en ligt begraven op begraafplaats Zorgvlied. Het graf wordt jaarlijks bezocht door een Japanse delegatie, die een krans legt en een boeddhistische ceremonie uitvoert. Van alle watermannen bleef De Rijke het langst in Japan (en later in China). Het ligt in de rede te veronderstellen dat hij in tegenstelling tot de andere Nederlandse ingenieurs die in Japan gewerkt hadden, het niet zag zitten om zijn carrière in Nederland voort te zetten. In Japan had hij een positie met aanzien, terwijl hij in Nederland (zonder de formele titel van ingenieur) het moeilijk zou hebben om binnen de waterstaat een positie op te bouwen.
In 2002 verscheen van de Nederlandse filmmaker Louis van Gasteren de documentaire In een Japanse Stroomversnelling; Nederlandse watermannen in Japan 1872 - 1903 over De Rijke en Escher. In datzelfde jaar verscheen onder redactie van Van Gasteren het boek In een Japanse stroomversnelling; drie jaar later zou hij nog brieven van de Nederlandse watermannen publiceren onder de titel Die eeuwige rijst met Japansche thee.

### Projecten

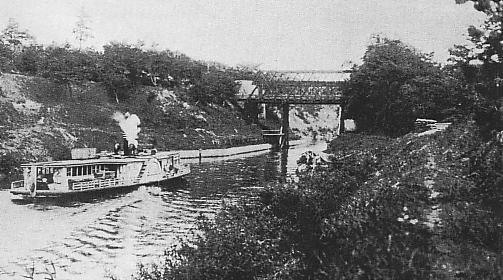
Tonekanaal in 1915

#### Tone
De eerste klus voor De Rijke in Japan was een verbetering van de Tone. Het probleem was vergaande verzanding van deze rivier. Maar om hier iets aan te doen was gedetailleerde hoogte-informatie nodig, Die was in Japan niet beschikbaar. Na aankomst van De Rijke begonnen ze dan ook met een groot waterpassingsproject van dit gebied. Hiervoor had Lindo al een standaard peil (het Tokyo-peil) vastgelegd. Alhoewel waterpassing in Japan toen wel al bekend was, waren er vooral logistieke problemen in het krijgen van de juiste instrumenten. Bovendien schoot het niet op: "De Japannertjes werken nog verbazend langzaam. Nu, na een jaar meten kon ik nog niet eens het verhang krijgen" (brief van De Rijke van 7 juni 1884).:blz146-157
In de late 19e eeuw, tijdens de industrialisatie van de regio, groeide de vraag naar sneller riviertransport. De collega van De Rijke, Rouwenhorst Mulder ontwierp een 8 kilometer lang kanaal dat de Tone bij Funado verbond met de Edogawa bij Nishifukai. De Rijke heeft hier later ook met Rouwenhorst Mulder aan gewerkt, zij kwamen in 1887 met een plan, wat in 1888 in uitvoering is genomen. Dat werd groot aangepakt, er werden 3000 man aan het werk gezet (waaronder ook veel gevangenen). In 1890 was het kanaal klaar. Op het hoogtepunt passeerden dagelijks tot 100 schepen dit kanaal. Met de opkomst van spoor en wegverkeer verloor het kanaal echter snel aan betekenis, en in 1941 werd het vrijwel niet meer gebruikt.:blz305-311

#### Yodo
Een volgend belangrijk project was de regulering van de Yodo en deze als scheepvaartkanaal geschikt maken voor het traject tussen Osaka en Kyoto. De verslechtering van de rivierbedding aan de monding van de Yodo – waardoor de rivier te ondiep was voor stoomschepen – werd veroorzaakt door bodemerosie verder stroomopwaarts in de bergen, waardoor de sedimentbelasting van de rivier veel groter werd. Dit sediment sedimenteerde in de benedenloop en in de delta. Hij ontwierp daarom een moderne oeverbescherming die geplaatst moest worden op de plaats van zwaarste erosie. De Rijke en Escher hebben hiervoor een aantal kribben laten aanleggen op basis van Hollandse rijshoutkribben. De eveneens meegekomen zinkbaas Johannes Westerweel heeft hierbij een belangrijke rol gespeeld bij de uitvoering. Omdat de top van de berg Kabatayama ontbost was, was daar veel last van oppervlakte-erosie, wat resulteerde in extra sediment in de Yodo Ze adviseerden daarom ook houtkap op de hellingen te verbieden en vegetatie op de bergtop te herstellen. Na verloop van tijd bewezen beide maatregelen effectief te zijn in het stabiliseren ven het dichtslibben van de stroomafwaartse riviersectie. Door De Rijke werden dit "bergwerken" genoemd. In eerste instantie aren dit wiepenroosters die op de berghellingen geplaatst werden, later werden die uitgevoerd als een soort heggen.:blz344-345
In die tijd liepen ze ook tegen het probleem aan dat een keermuur langs de rivier de Minato bezweek. Hiervoor hebben zij een oplossing gezocht in de aanleg van een oever met flauwe helling en steenbestorting. In de periode 1875-1876 zijn de verbeteringswerken voor de Yodo ook daadwerkelijk uitgevoerd.
Het andere deel van het plan betrof de aanleg van een diepere geul in de bedding de 44 km lange Yodo tussen Osaka en Kyoto (een "zomerbed"). Door de aanleg van kribben en bestortingen werd dit laagwaterbed vastgelegd en door stroomconcentratie op diepte gehouden. Bij hoge afvoeren kon het volledige winterbed gebruikt worden voor de waterafvoer, waardoor de waterstand in de rivier niet zo hoog werd dat er overstromingen plaats zouden vinden. Deze techniek was identiek aan de werken voor de Rijn-normalisatie (en later ook voor de Maas-normalisatie) in Nederland. De kribben en oeverwerken werden als klassieke Nederlandse rijshoutwerken uitgevoerd. De benodigde zinkstukken werden onder leiding van Westerweel gemaakt en afgezonken. Voor de oeververdeding noodzakelijke baardwerken had met een andere specialistische uitvoerder, Josinus Kalis, laten overkomen. Bij dit werk werd in plaats van wilgenhout en roggestro bamboe en rijststro gebruikt.
Een belangrijk punt van de Hollandse ingenieurs dat ze probeerden steeds meerdere doelen met de werken te realiseren, zoals het stoppen van bodemerosie en het voorkomen van ziekten en het verbeteren van de landbouw. Een integrale aanpak dus. Deze aanpak stoelde op de zienswijze dat het stroomgebied van een rivier één samenhangend systeem vormt, waarbinnen een goede waterverdeling moet worden nagestreefd.:blz175-205;333-337

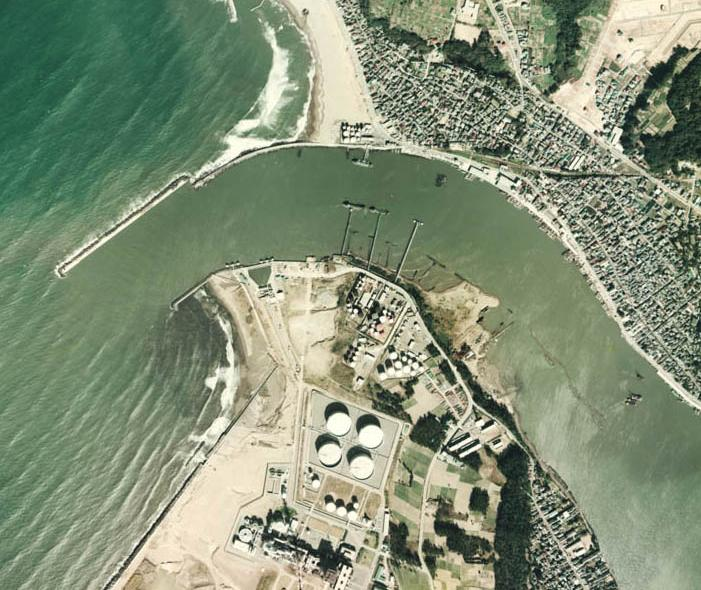
De havendam van Mikuni in 2002 en de monding van de Kuzuryu

#### Mikuni
Bij de traditioneel belangrijke haven van Mikuni waren grote problemen met zand- en grindafzettingen van de Kuzuryū. Vanwege het strategisch belang van deze haven werd er besloten de haven te verbeteren, een opdracht die in eerste instantie naar Escher gaat. Escher ontwierp in 1876 een boogvormige leidam om de afzetting van grind tegen te gaan en een havenbekken met een gemiddelde diepte van drie meter. Naast de waterbouwkundige werken besteedde Escher ook aandacht aan de stedebouwkundige ontwikkeling. Zo ontwierp hij ook een basisschool voor Mikuni.
In 1878 vertrekt Escher naar Nederland (rond die tijd wordt het contract met heel veel buitenlandse experts beëindigd vanwege bezuinigingen bij de Japanse overheid). De Rijke neemt de functie van Escher over en krijgt ook een beter honorarium. Hij wordt in eerste instantie belast met het havenproject bij Mikuni. Maar hij kon dit werk er eigenlijk niet echt bij hebben naast de andere taken die hij ook al had. Het project loopt niet best, er is veel ruzie met Japans uitvoerend personeel. Hij neemt een Nederlandse werkbaas aan, De Vos, die al een paar jaar als matroos voor Mistsubishi voer. Maar deze man bleek helemaal niet te functioneren. Daarnaast was er in de zomer van 1879 een cholera-epidemie, die veel slachtoffers maakte in de streek rond Mikuni. Een de Japanse bureaucratie maakte het werken ook niet makkelijker. Zijn vrouw was ook ziek geworden en ging tijdelijk bij een mejuffrouw De Beer in Kobe wonen, waar het klimaat wat beter was.:blz225-257
De Rijke's inbreng was het aanbrengen van een aantal wijzigingen in het oorspronkelijke plan van Escher. Met name de zorgen over de begroting en de stabiliteit van de golfbreker leidden tot de wijzigingen. De golven waren veel groter dan Escher had aangenomen. De Rijke stelde voor om vijf lagen zinkstukken aan te brengen met houten palen en ijzeren kettingen, evenals een viertal dwarsdammen. Dit alles was een zware financiële last voor de bevolking. In het najaar van 1800 waren er niet veel fondsen voor de bouw van de haven meer over, en er moest nog wel het nodige gedaan worden. Men wilde de haven wel officieel openen, om zo inkomsten te kunnen krijgen voor het afronden van het werk. De havendam was in de winter 1880/81 nog niet af, maar overleefde de winterstormen wel en is in de jaren daarna wel afgebouwd. Uiteindelijk is de haven in 1885 volledig gereedgekomen, maar is uiteindelijk wel 7,5 keer zo duur geworden. De dam is nog steeds een onderdeel van de havendammen van Mikuni. Lokaal heet de havendam Essuru Tsutsumi, oftewel Eschers Havendam, naar de oorspronkelijke ontwerper.
De erfenis van Escher en de Rijke op het gebied van technische oplossingen die in de haven van Mikuni werden toegepast, omvatte onder meer de adoptie door Japanse ingenieurs van het gebruik van zinkstukken. Het project loste niet alleen het probleem van de aanzanding op, maar werd ook een leerschool voor Japanse functionarissen en ingenieurs, waardoor de overdracht van waardevolle uitvoeringsmethoden werd vergemakkelijkt.

#### Kiso delta
De stad Nagoya en de omliggende regio hebben een geschiedenis van strijd tegen het water, waarbij de stad regelmatig wordt gehinderd overstroming van de Kiso-delta, aan de monding van de Kiso, de Nagara en de Ibi. Al in de Edoperiode werden talloze pogingen ondernomen om de rivieren te reguleren, maar zonder veel succes. De Rijke deed onderzoek naar dit gebied in de periode 1878-1900 en presenteerde een plan voor het scheiden van de drie rivieren aan de benedenloop van de Kiso delta. Het probleem was dat die rivieren in het laagland dicht bij elkaar lagen, maar vaak niet gelijktijdig een hoge afvoer hadden. Het gevolg was dat bij hoog water in de ene rivier, dit water naar de andere liep en dat daardoor de bedding heel dynamisch was. Dit is een vergelijkbaar probleem als in Nederland bij de Maas en de Waal bij Heerewaarden (Sint Andries). Na veel proberen en studie heeft men dit in 1859 opgelost door de verbinding af te sluiten en daar een schutsluis aan te brengen. Destijds is daar veel over geschreven, en het ligt in de rede te veronderstellen dat De Rijke bij de oplossing voor de Kiso hierdoor geïnspireerd is. Het project kostte 9,74 miljoen yen, destijds ruim 10% van de totale nationale begroting en het duurde tot 1912 om het te voltooien.:blz313-331

#### Kiso sluis

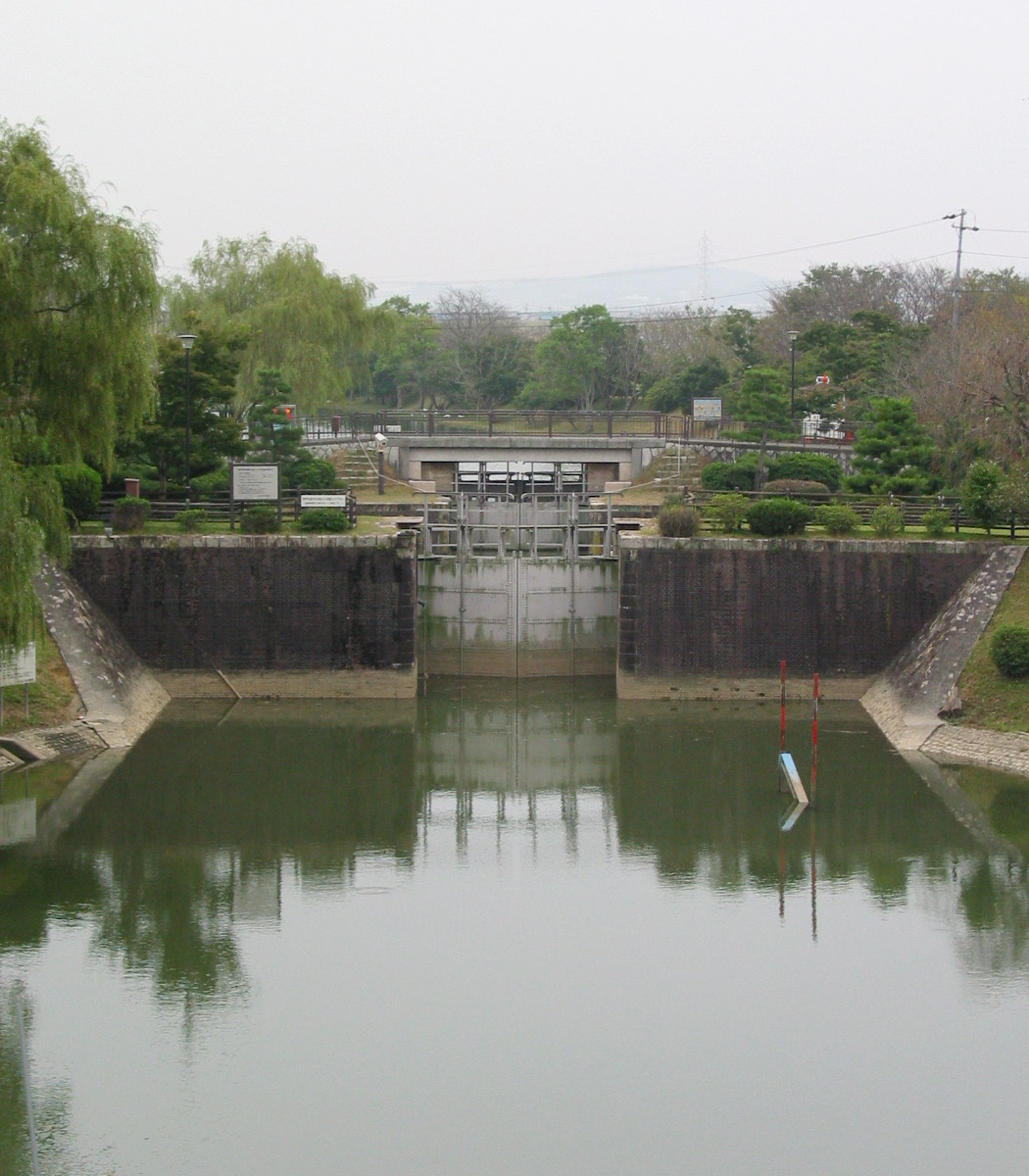
De Kiso sluis

Door het verleggen van de samenvloeiing van Kiso en Nagara was direct scheepvaartverkeer tussen deze rivieren niet meer mogelijk. Een doorsteek maken was geen optie, door het gecreëerde waterstandsverschil in beide rivieren. De oplossing was dus de aanleg van een schutsluis. Deze sluis is aangelegd in de periode tussen 1892 en 1902. In 1902 passeerden 20.000 schepen deze sluis. In latere jaren werd deze sluis minder belangrijk door de toegenomen scheepsgrootte. De kolk is slechts 5,5 x 36 m. Momenteel ligt deze sluis in Sendohira river park en is een monument. Bij deze sluis is ook het standbeeld van Johannis de Rijke te vinden.

#### Dam in de Otani rivier

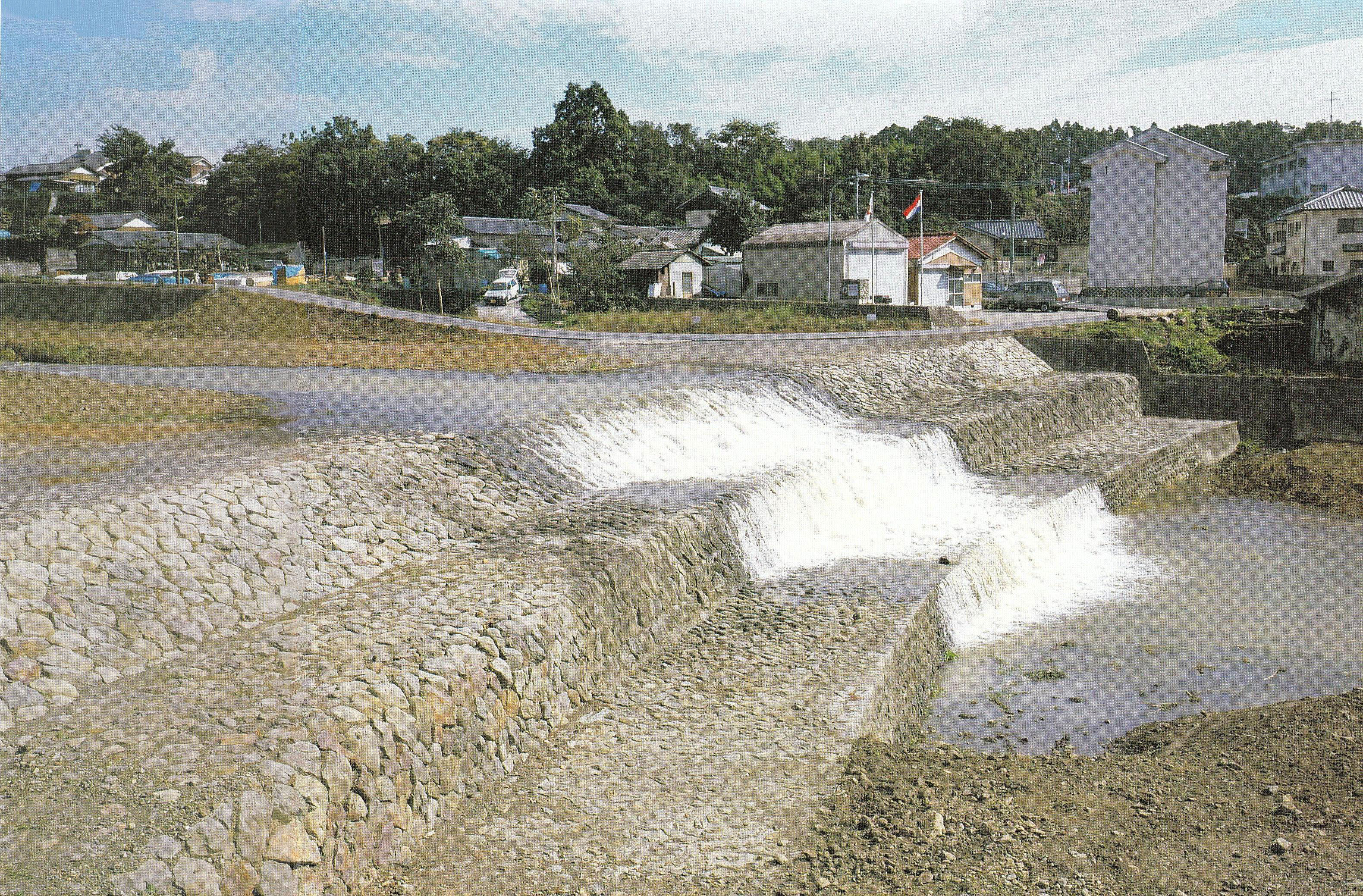
De De Rijkedam in de Otami

Deze dam ligt 1 km stroomopwaarts van het punt waar de rivieren Yoshino en Otani samenkomen in het district Mima-shi (Tokushima) . De dam is ontworpen door Johannis de Rijke en onder zijn leiding gebouwd toezicht van 1886 tot 1887. Deze anti-erosiedam is eigenlijk een getrapte overlaat, bedoeld om de energie te verminderen dissipatie van de waterstroom. Oorspronkelijk 97m lang, 12m breed en 3,8 m hoog, werd de lengte van de dam later verkleind tot 60m om de structuur te versterken. De Otani is alleen watervoerend bij grote regenval, en geeft dan in korte tijd heel veel water, een stortvloed. Dit is een van de weinige dammen van De Rijke in dit gebied die nog steeds bestaat. Het systeem van dammen reguleerde de waterstroom en verminderde het risico op overloop bij hevige regenval. Ter erkenning van Johannis de Rijke’s bijdrage aan de veiligheid en overstromingsbeheersing in de regio, werd in het De Rijke-park een monument voor hem opgericht — nog steeds een belangrijk herkenningspunt voor de gemeenschap.

#### De Holland dams
De dam in Otsu-shi is in 1889 ontworpen door de Japanse ingenieur Tanabe Gisaburo onder leiding van Johannis de Rijke. Deze dam heette Oranda Sekihisage (Hollandse dam). De dam is net als de Otani dam een getrapte overlaat met twintig treden, opgebouwd uit granietblokken (120 cm x 55 cm x 35 cm) met een totale breedte van 34m en een hoogte van 7m. Het is nu een van de oudste nog bestaande industriële erfgoedsites uit het Meiji tijdperk en werd door de Japanse Vereniging van Civiele Ingenieurs aangewezen als industrieel erfgoed in 2004. In Kaizu-shi is door De Rijke in 1891 een vergelijkbare dam gebouwd met dezelfde naam.

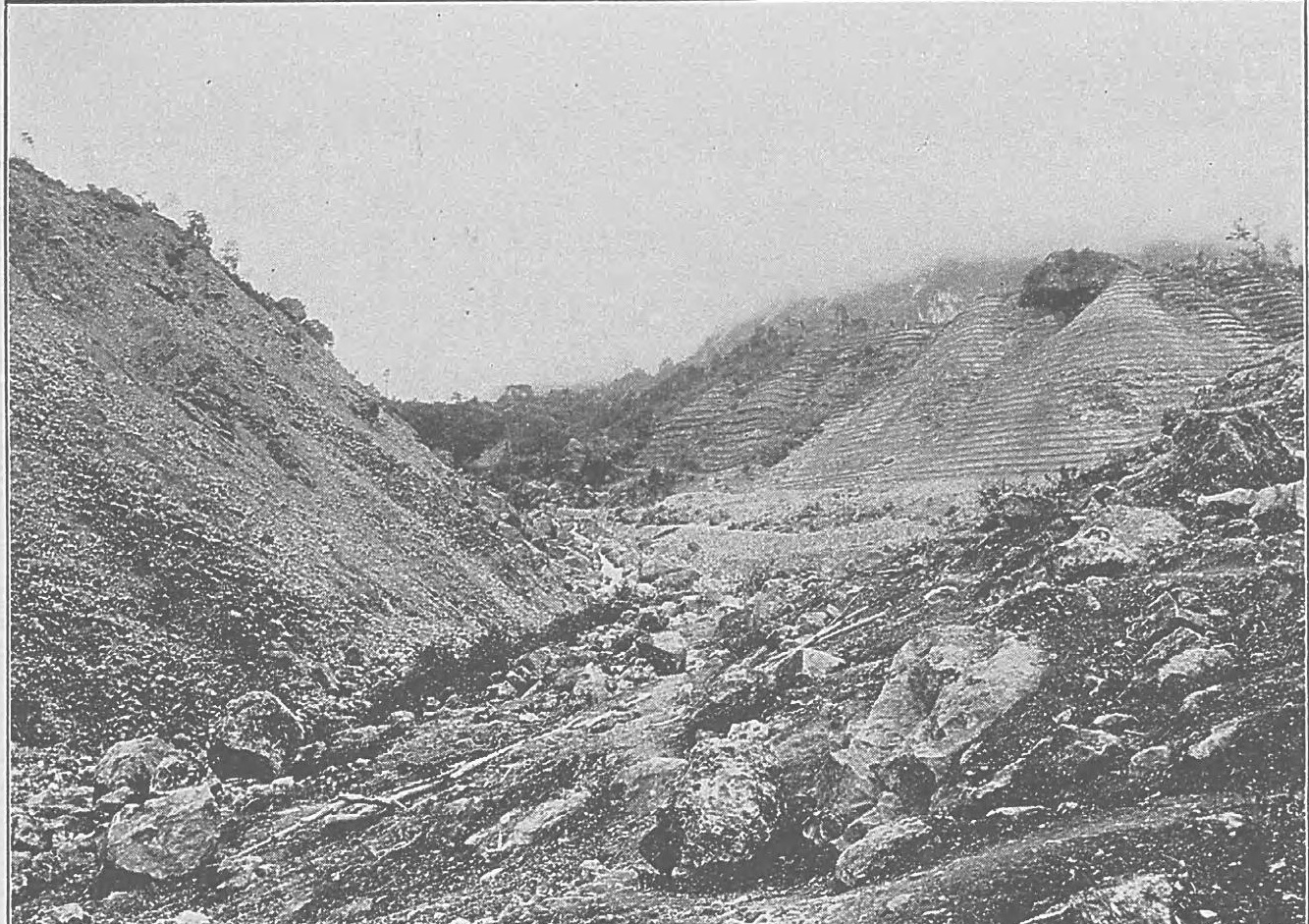
De Joganji in 1909

#### Joganji
In 1891 werd duidelijk dat de Joganji rivier in Toyama-ken niet voldoende berging had in geval van overmatige regenval. Dit leidde onder andere tot doorbraak van de Ansei dijk en er overstroomde ruim 1500 ha. De Rijke werd gevaagd om een plan voor hoogwaterbescherming van dit gebied te maken. Zijn plan omvatte twaalf oeververdedigingen langs landbouwgebieden. de aanleg van een dubbel dijksysteem, een benedenstroomse rivierregulering en uitbreiding van de bergingscapaciteit door verbreding van de rivier. Het project begon in 1903 en na zijn vertrek in 1906 werd dit project doorgezet en was in 1926 gereed. Het originele bijschrift bij deze foto is: "Johannes de Rijke, een ingenieur in dienst van het Ministerie van Binnenlandse Zaken, die in 1899 te lijden had onder overstromingen, omschreef het ooit als 'niet een rivier, maar een waterval.' Het plan is om een enorm bedrag van 10.000 yen te investeren in de renovatie van het rivierlichaam, en vanaf 1901 erosiebestrijdingswerkzaamheden uit te voeren op de stroomopwaartse Yukawa-rivier met een plan van 20 jaar". De Rijke omschreef deze rivier als: "Dit is geen rivier maar een stroomversnelling".:blz337-339

#### Haven van Osaka
In 1875 had De Rijke samen met van Doorn al een plan gemaakt voor de verbetering van de haven van Osaka. Maar de kosten van die plannen waren te hoog. In 1890 vroeg de gouverneur van Osaka onder druk van een industriële en commerciële lobby aan De Rijke om een nieuw plan te maken. Hij vond het belangrijk dat de Yodo dan niet meer door de haven in zee zou stromen om verzanding van de haven tegen te gaan. Het plan dat hij in 1890 presenteerde was sterk gerelateerd aan voorkomen van overstromingen zoals die de jaren daarvoor zich langs de Yodo hadden voorgedaan. Er gebeurde niets met dit plan. Maar in 1892 was er meer geld beschikbaar en kreeg De Rijke opdracht om dit plan verder uit te werken. Hij begon met een gedetailleerde meetcampagne. Ook de bodemgesteldheid werd onderzocht, het bleek een hele slappe bodem te zijn. Voor het ontwerp liet hij zich inspireren op de ontwerpen voor IJmuiden en voor Tanjung Priok in Nederlands-Indië. Dit plan was in 1894 klaar. Het was een heel duur plan. Maar een onderzoekcommissie stelde voor om het plan nog groter (en duurder) te maken om militaire redenen. Dit alles leidde tot nogal wat wrijving tussen De Rijke en de Japanse bureaucratie. Maar na veel gedoe werd er in 1897 gekozen voor een plan waar heel veel componenten van het plan van De Rijke in zaten. Maar het was in naam wel een plan van de Japanse ingenieurs. Ook werd De Rijke gepasseerd als directeur van het constructiebureau voor de nieuwe haven. Dat werd de in Frankrijk opgeleide Japanse ingenieur Okino Tadao.:blz262-263;339-355

#### Haven van Yokohama

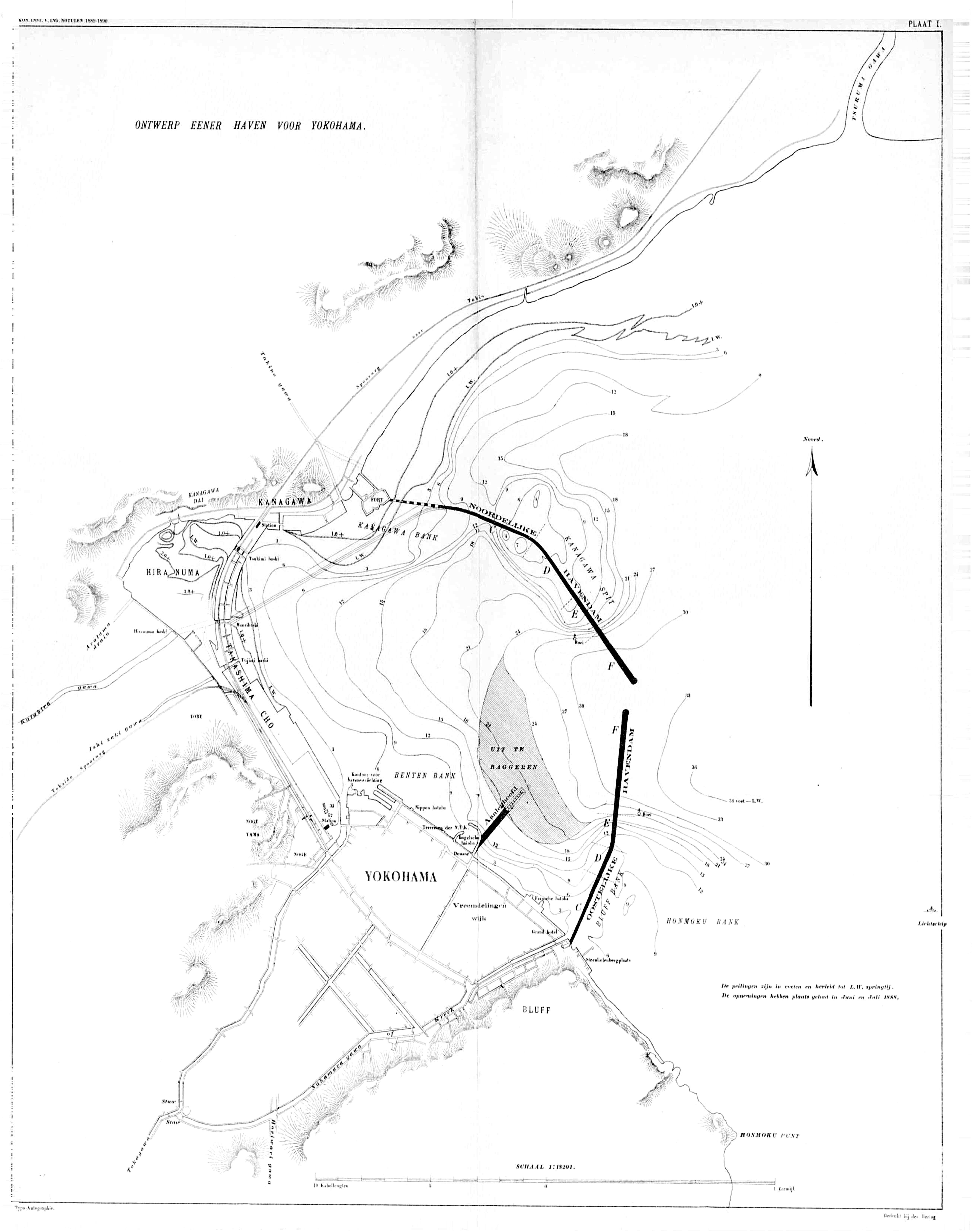
Havenplan voor Yokohama

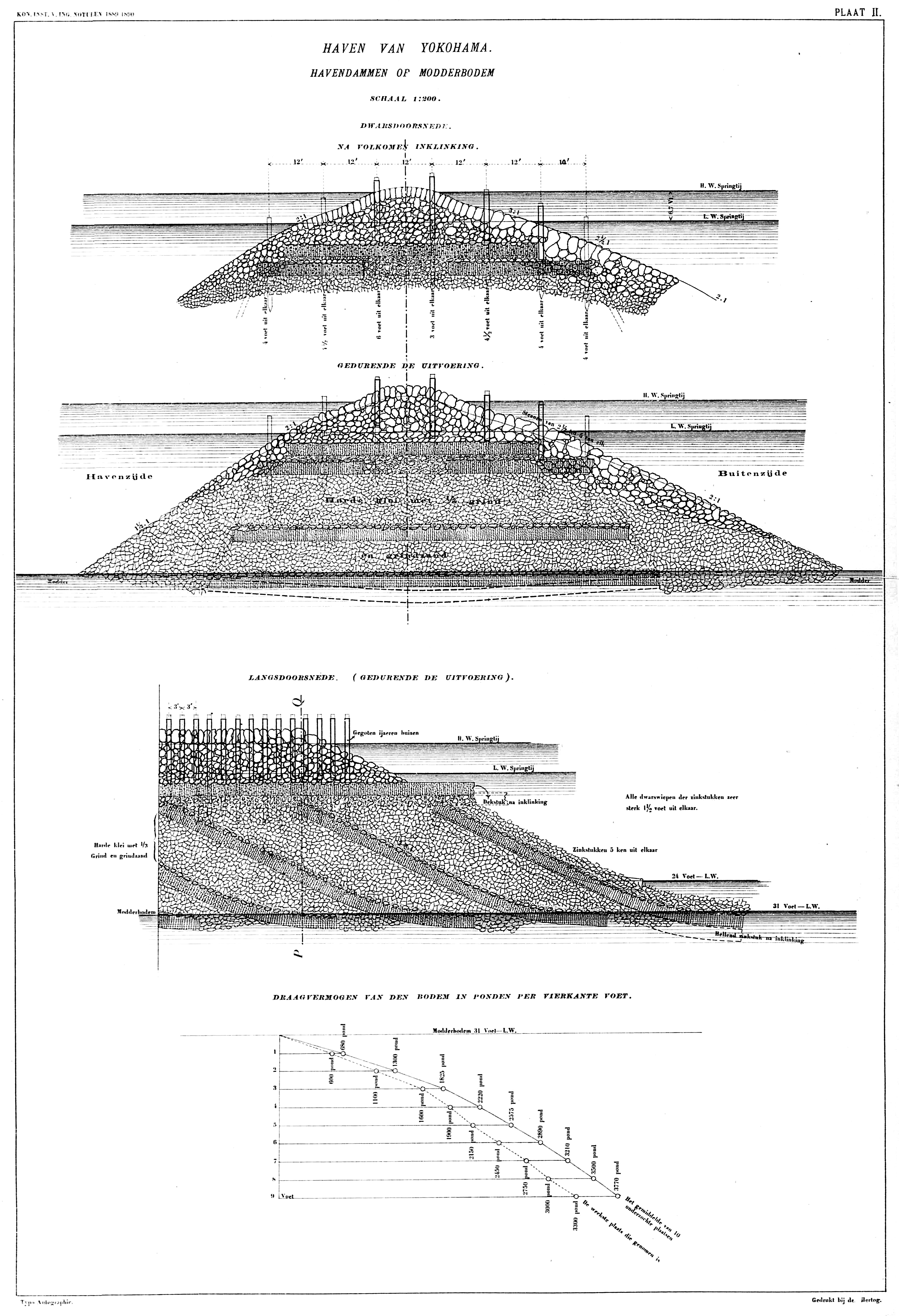
Dwarsdoorsneden van de havendammen

In de periode 1886-1889 heeft hij samen met Rouwenhorst Mulder en plan gemaakt voor de verbetering van de haven van Yokohama.Tegelijkertijd is er ook door de Brit Henry Spencer Palmer een plan gemaakt. Om politieke redenen is er voor het Engelse plan gekozen. Door gebruik van slechte beton heeft de uitvoering veel langer geduurd dan gepland, het was pas klaar in 1896. Het probleem was dat de Engelse ingenieurs sterk gesteund werden door de Britse diplomatie, terwijl de Nederlanders vrijwel niet gesteund werden door hun regering. Het grote verschil tussen de ontwerpen was dat het ontwerp van De Rijke gefundeerd was op zinkstukken, vanwege de slappe bodem. Het in beton uitgevoerde ontwerp van Palmer was veel te stijf voor zo'n slappe ondergrond. Na het besluit van de Japanse regering met de keuze voor het ontwerp van Palmer volgde nog een onverkwikkelijke pennenstrijd in de kranten, waarbij de nodige functionarissen van corruptie werden beschuldigd.:blz297-301

#### Yokkaichi
De Yokkaichi-haven, strategisch gelegen aan de Ise-baai, was lange tijd een centrum voor handel en industrie. Door de lage ligging aan de kust had de stad te maken met overstromingen en milieuproblemen. Johannis de Rijke voerde verschillende verbeteringen uit, waaronder herbebossingsprojecten, om de waterhuishouding te stabiliseren en de regio te beschermen.

#### Hiroshima
Hiroshima ligt in de Seto Binnenzee, een belangrijke maritieme route die West-Japan met andere delen van het land verbindt. De haven van Hiroshima diendeals een vitaal knooppunt voor regionale handel en transport. Om de groeiende maritieme handel en economische ontwikkeling van de stad te ondersteunen, ontwikkelden Anthonie Rouwenhorst Mulder en Johannis de Rijke een uitgebreid havenplan, gericht op baggerwerkzaamheden, de bouw van golfbrekers en het verbeteren van de vaargeulen.

#### Tokio
Tijdens de Meiji-periode had Tokio (destijds Edo) te maken met een verouderd water- en rioleringssysteem dat de snelgroeiende bevolking niet kon bijbenen. Johannis de Rijke speelde een sleutelrol in de modernisering, met als belangrijkste project het Kanda-rivier rioolnetwerk. Dit netwerk zorgde voor een betrouwbaardere watervoorziening en legde de basis voor het moderne water- en rioleringssysteem van de stad.

#### Kobe
Als onderdeel van Japan’s bredere moderniseringsprogramma voor maritieme infrastructuur rond 1900, moest de haven van Kōbe worden aangepast aan de groeiende internationale handel. Johannis de Rijke ontwierp en bouwde steigers om de toegankelijkheid van de haven te verbeteren en schepen te beschermen tegen hoge golven. Zijn werk omvatte ook baggeren om de vaargeulen te verdiepen, zodat grotere schepen konden aanmeren.

#### Kurobe
36.921389, 137.424444  De alluviale waaier van de Kurobe-rivier, gelegen aan de westkust van Japan, is een waaier-vormige afzetting van zand en grind, ontstaan waar de rivier uit de bergen het vlakke land instroomt. Door de hoge kans op zware overstromingen vormde deze waaier een bedreiging voor nabijgelegen dorpen en landbouwgrond. Johannis de Rijke verbeterde de waterafvoer door het aanleggen van afleidingskanalen en het stabiliseren van de rivierbedding. :blz337

#### Katsura
De Katsura-rivier ontspringt in de Tamba-hooglanden en stroomt door gebieden als Kameoka en Kyoto, voordat zij samenvloeit met andere rivieren in de prefectuur Osaka. Omdat de 107 kilometer lange rivier te maken had met overstromingen en problemen met waterbeheer, voerde Johannis de Rijke verbeteringswerken uit — waaronder het bouwen van dijken en het stabiliseren van de rivierloop — om het risico op overstromingen te verkleinen en het waterbeheer te reguleren en te verbeteren. :blz202, 339, 343

#### Shinano
De Shinano-rivier — met 367 kilometer de langste van Japan — stroomt door de prefectuur Niigata naar de Japanse Zee. Door de geschiedenis heen veroorzaakte de rivier zware overstromingen die gemeenschappen en landbouwgrond bedreigden. Verschillende Nederlandse ingenieurs voerden in de loop der jaren maatregelen uit, zoals de aanleg van dijken en overstromingsbeheersystemen, om het waterpeil te reguleren en overstromingen te voorkomen. :blz233-238, 345

#### Sakai
In het kader van de modernisering van Japan’s maritieme infrastructuur ontwikkelde Johannis de Rijke een plan voor de haven van Sakai. Het plan omvatte de bouw van steigers en baggerwerkzaamheden om de toegankelijkheid te verbeteren en grotere schepen te kunnen ontvangen. :blz263

#### Kuzuryu
De 116 kilometer lange Kuzuryu-rivier is belangrijk voor waterkracht, irrigatie en als drinkwaterbron voor omliggende gebieden. Om de waterdoorstroming te verbeteren, voerde Johannis de Rijke diverse rivierverbeteringsprojecten uit — waaronder baggerwerk om het kanaal te verdiepen en de bouw van dijken en andere overstromingsmaatregelen.  Deze ingrepen verbeterden de stroming en het verminderen van het risico op overstromingen.:blz225-229

#### Nagasaki
Als historisch belangrijke maritieme hub had de haven van Nagasaki modernisering nodig om de toenemende internationale handel aan te kunnen. Johannis de Rijke ontwierp een strategisch havenplan gericht op uitbreiding van de haven, baggerwerkzaamheden en de bouw van moderne faciliteiten.

#### Andere projecten in Japan
- Chikugo (rivierverbetering);
- Minato (rivierverbetering);
- Niigata (havenaanleg);
- Yoshino (rivierverbetering/herbebossing).

## China
Al in 1873 had De Rijke gecorrespondeerd met de Nederlandse consul in Shanghai, E. van Heukelsveldt Slaghek over de zandplaat in de monding van de vaarweg van Shanghai naar zee (de Huangpu Jiang, door De Rijke Wangpoo genaamd). De aanwezigheid van die zandplaat belemmerde de vaart op Shanghai aanzienlijk. Als gevolg daarvan had De Rijke in 1875 een verzoek gehad van de consuls van de Verenigde Staten en van Engeland om een onderzoek te toen naar de verbetering van de Wangpoo, De Japanse werkgever van De Rijke en Escher voelde daar niet zo veel voor, maar desondanks zijn zij beiden naar Shanghai gegaan om de zaak te bekijken, Zij maakten hier een rapport van dat veel belangstelling had, maar uiteindelijk toch niet tot uitvoering leidde. Bij het KIvI had men hier wel belangstelling voor. Dit alles leidde in 1896 tot een tweede opdracht voor De Rijke, dit keer in opdracht van de Kamer van Koophandel van Shanghai. In 1899 kwam hij met een rapport, hij wilde hiervoor via het KIvI de aannemerij enthousiast maken om hier werken uit te voeren.

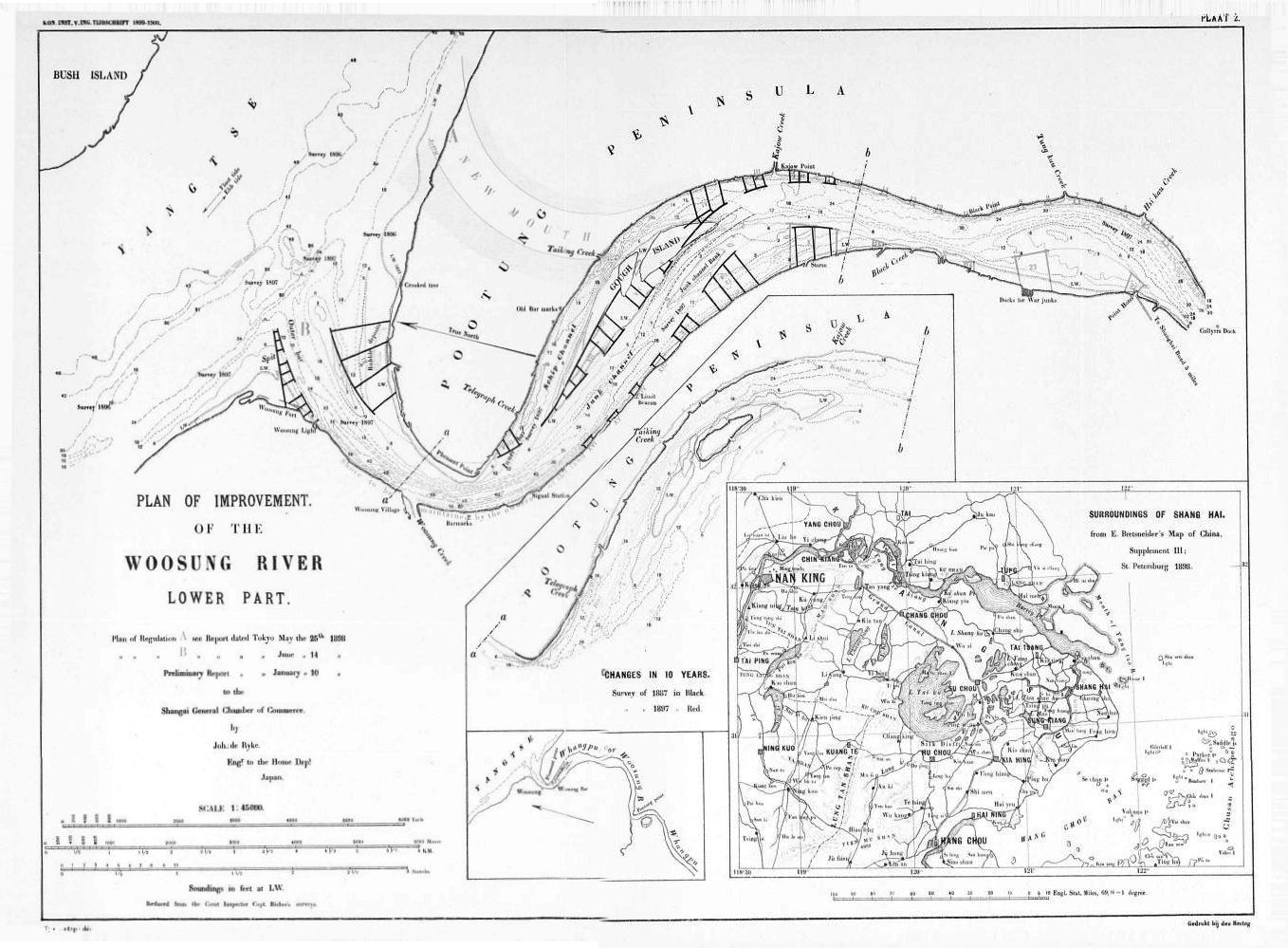
Ontwerp van De Rijke voor verbetering van de Woosung

Tijdens zijn terugreis in 1903 vanuit Japan heeft hij hier een studie van gemaakt. In 1905 kreeg hij opdracht van de Chinese overheid om dit werk uit te voeren. Als gevolg hiervan kondigde hij in 1905 te vertrekken naar China. Samen met zijn 16-jarige zoon Hendrik arriveerde De Rijke in februari 1906 als hoofdingenieur te Shanghai. Zijn dochter Coba kwam ook mee, en trad op als huishoudster. Hij kreeg hier de vrije hand bij de uitvoering. Hij liet staf uit Nederland over komen, en ook een groot deel van de ca. 80 man werkvolk kwam uit Nederland. Er waren twee baggermolens (de Rhenania en de Colonia, in 1906 uit Emden verscheept) en een zandzuiger (de Cycloop) ingezet. De werken werden uitgevoerd door de (Nederlandse) East Asiatic Dedging Company. De plannen van De Rijke hadden effect. Hij slaagde er uiteindelijk in om de Woosung-zandbank helemaal op te ruimen. Hoewel nog niet al het werk was afgerond, nam De Rijke in 1910 ontslag. In november van dat jaar vertrok hij voorgoed naar Nederland. Het werk duurde langer dan gepland en werd in 1928 afgerond onder leiding van de Zweedse ingenieur H.M. von Heidenstam.:blz363-371
Zijn zoon Hendrik de Rijke zette het weer voort. Hij werkt in 1916 in de stad Nantong aan het temmen van de Yangtze-rivier volgens de plannen van vader Johannis. Als hij een paar jaar later zelfstandig bezig is met het ontwerpen van een nieuwe infrastructuur met een beter watermanagementsysteem treft hem in 1919, slechts 29 jaar oud, het noodlot. Hendrik overleed tijdens een cholera-epidemie.

## Erkenning
De Rijke werd in Japan benoemd in de Orde van de Heilige Schatten (1889, 4e klasse en in 1903 bevorderd tot de 2e klasse) en tot Ridder in de Orde van de Rijzende Zon. Wellicht meer aanzien gaf nog dat hij in 1899 benoemd werd tot senior ambtenaar in Japan. In Nederland werd hij in 1906 benoemd tot Officier in de Orde van Oranje-Nassau en op 13 januari 1911 tot Ridder in de Orde van de Nederlandse Leeuw. In België werd hij in 1897 ridder in de Leopoldsorde.
In 1987 werd voor De Rijke te Nagoya een vier meter hoog bronzen beeld opgericht. Op 5 december 2000 werd te Colijnsplaat een kopie van dit beeld onthuld. Op 15 mei van dat jaar was te Colijnsplaat al een borstbeeld van De Rijke onthuld, ter gelegenheid van 400 jaar Nederlandse-Japanse handelsbetrekkingen.
In 2008 werd het twaalfde venster van de watercanon van Nederland aan Johannis de Rijke gewijd.
In Kaizu zijn ter ere van De Rijke een museum en een uitkijktoren gebouwd.
Het baggerbedrijf Van Oord heeft een Splijthopperzuiger naar De Rijke genoemd. In het Japans zijn nog steeds de waterbouwkundige termen "Kereppu" (Krib) en peil in gebruik.

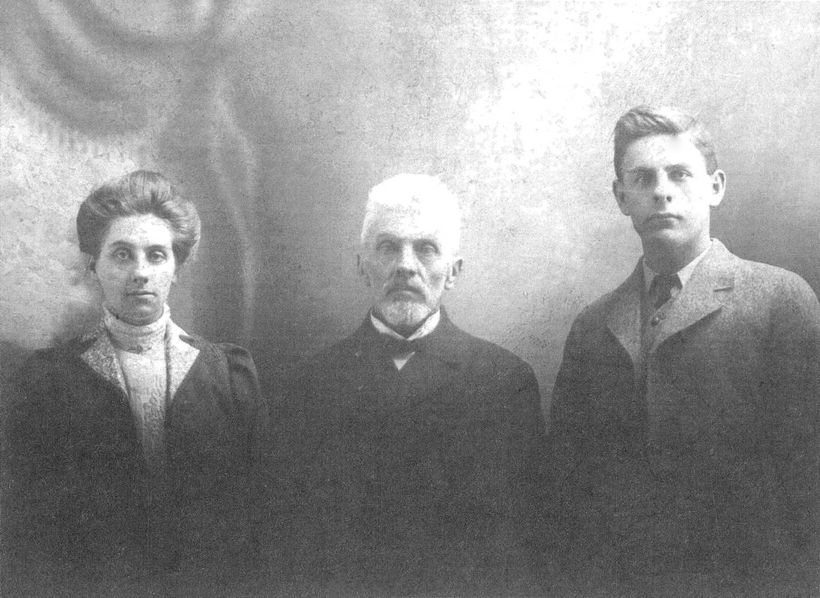
Coba, Johannis en Hendrik de Rijke, rond 1908
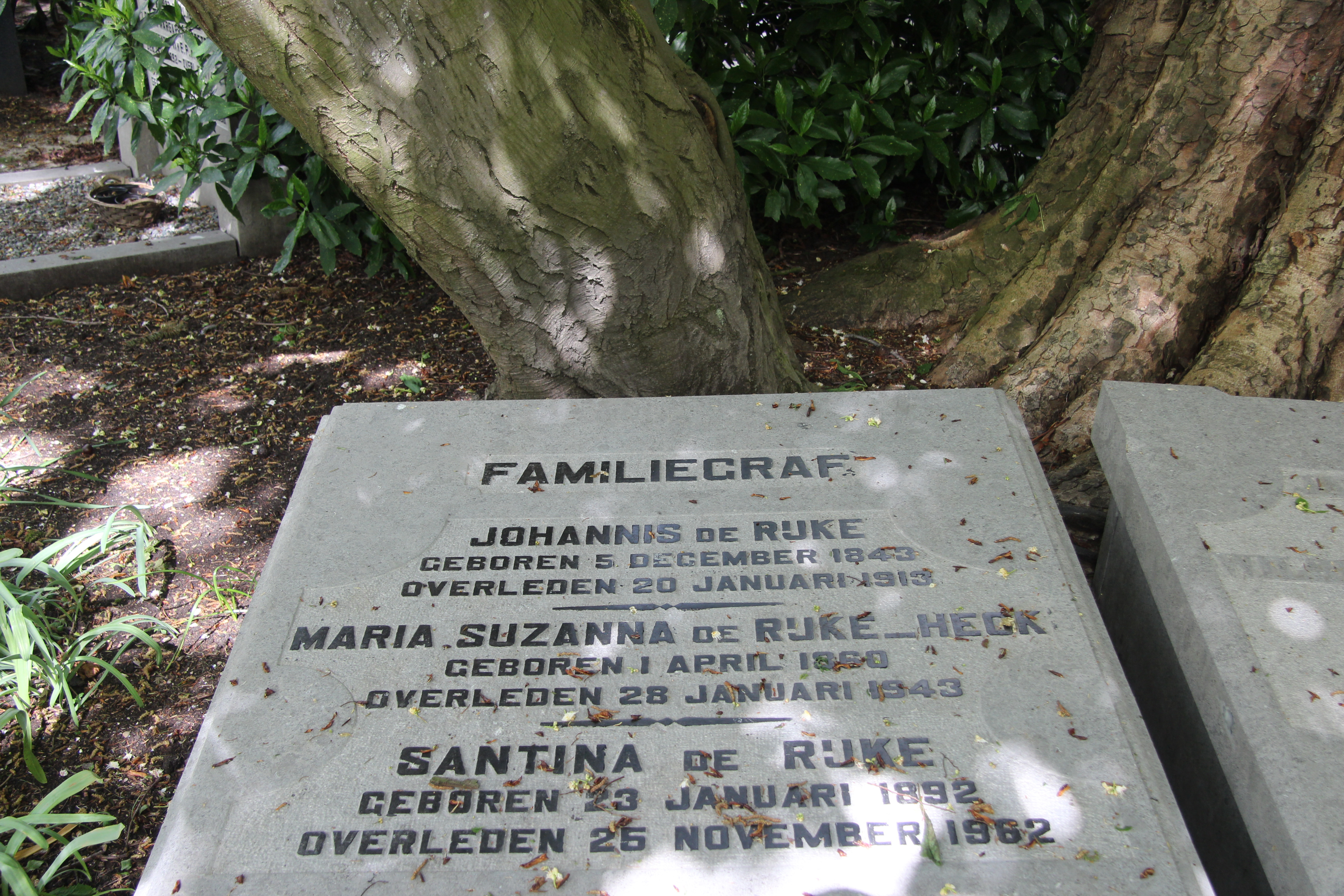
Graf Johannis de Rijke op Zorgvlied
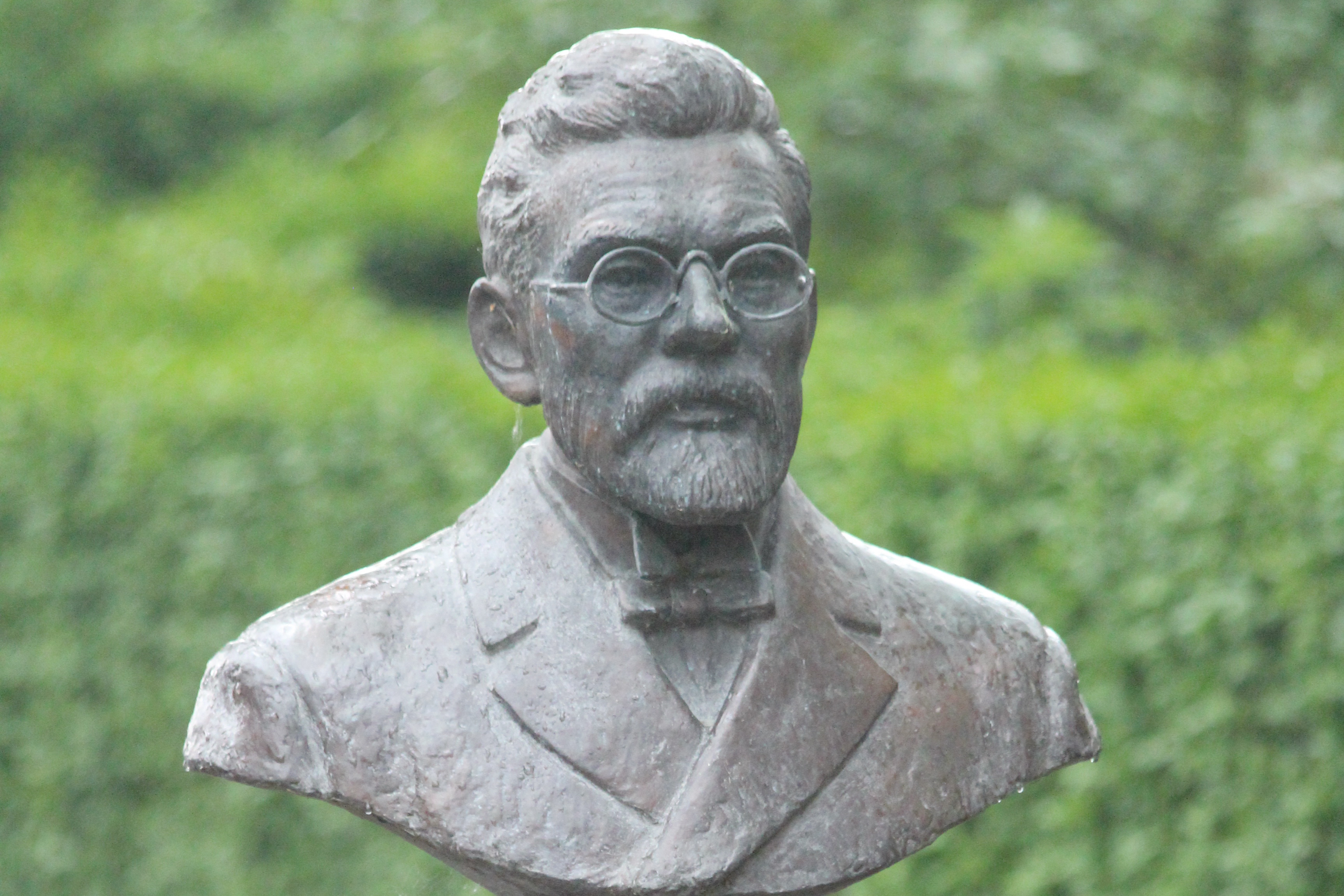
Borstbeeld Johannis de Rijke in Colijnsplaat
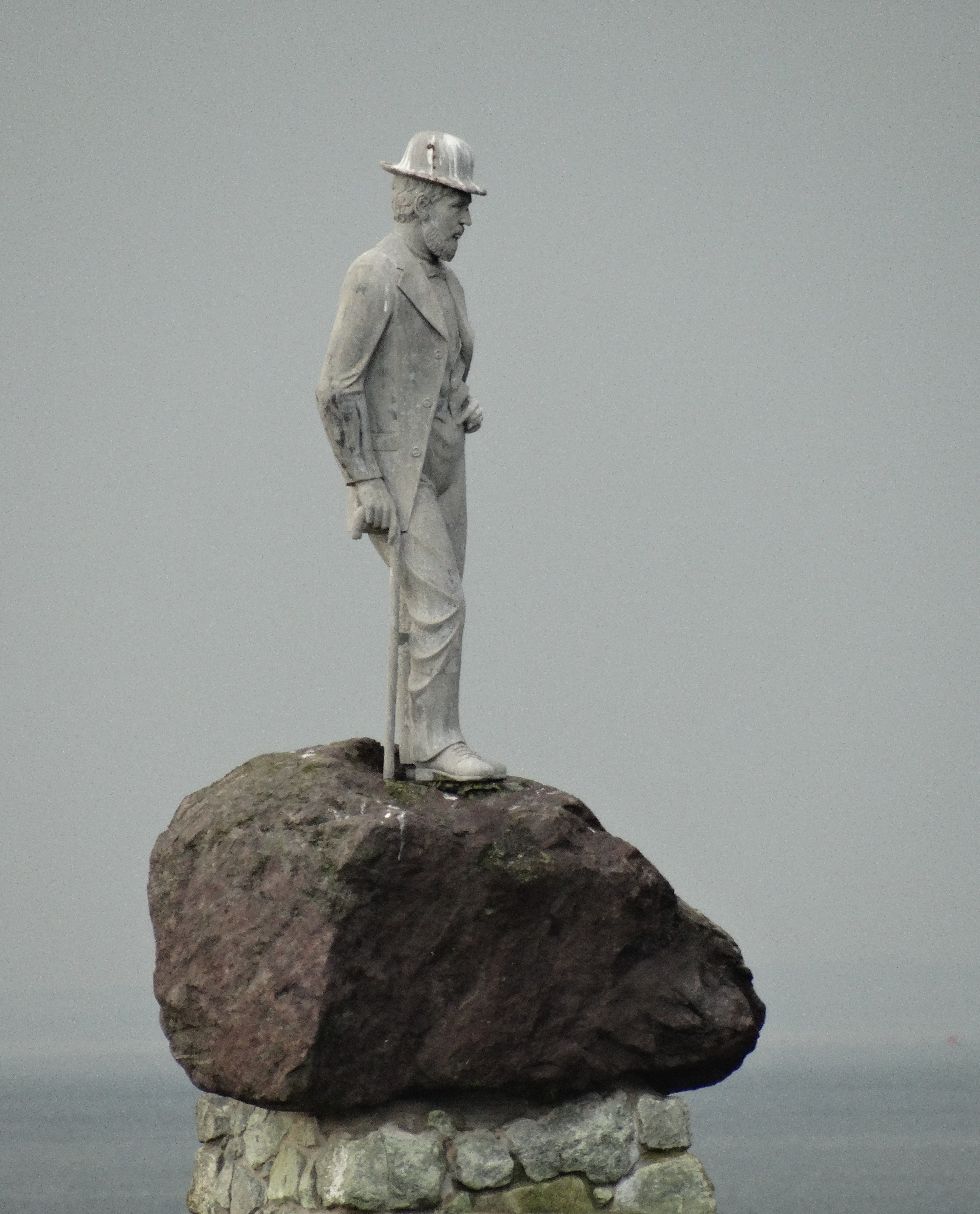
Standbeeld Johannis de Rijke in Colijnsplaat
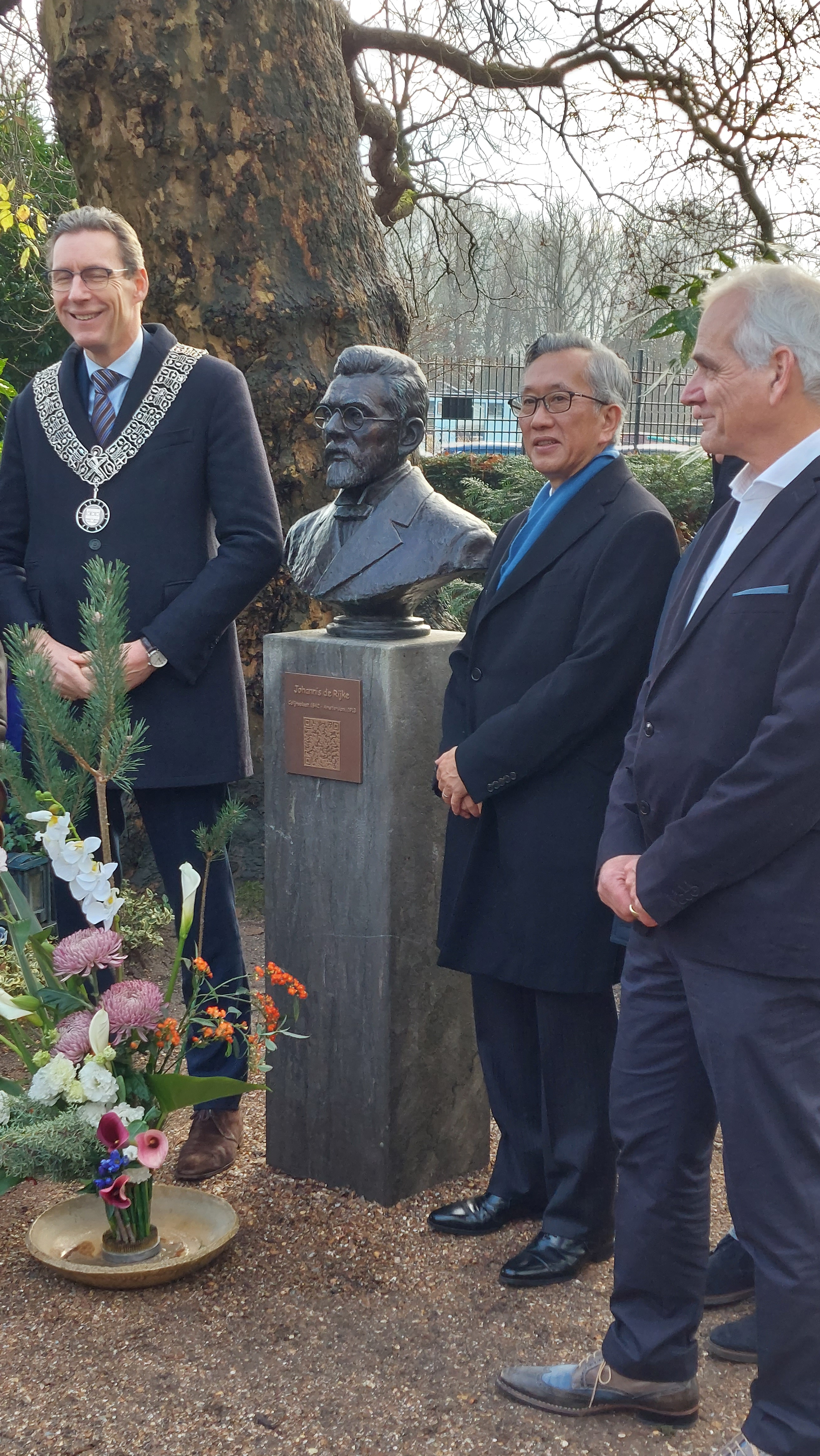
inauguratie borstbeeld Johannis de Rijke op Zorgvlied - 2023

- Gemeinsame Normdatei: 128632402
- International Standard Name Identifier: 0000 0000 2081 4133
- Library of Congress Control Number: nr97009067
- Bibliotheek van het Japanse parlement: 00477992
- Nederlandse Thesaurus van Auteursnamen: 213641690
- Virtual International Authority File: 28128571
- WorldCat: E39PBJyxjvHRqhcgWcKvd4VwG3